# Klaus Kreiser
Klaus Kreiser (* 6. März 1945 in Rosenheim; † 7. September 2024 in Berlin) war ein deutscher Orientalist, Turkologe und Hochschullehrer.

## Leben
Klaus Kreiser studierte in Köln und München, wo er 1972 promoviert wurde und anschließend lehrte. Von 1976 bis 1980 war er Wissenschaftlicher Referent an der Abteilung Istanbul des Deutschen Archäologischen Instituts. 1983 habilitierte er sich an der Universität München. 1987 war er Directeur d’Études an der Pariser École des Hautes Études en Sciences Sociales. Von 1984 bis zu seiner Emeritierung 2005 war er Professor für Türkische Sprache, Geschichte und Kultur an der Universität Bamberg. Von 1996 bis 2001 leitete er das Projekt Individual and Society in the Mediterranean Muslim World der Europäischen Wissenschaftsstiftung, war 1998 Visiting Professor an der Universität von Chicago. 2013 war er Senior Fellow der Mercator-Foundation an der Sabancı-Universität.

## Schriften (Auswahl)
- Edirne im 17. Jahrhundert nach Evliyā Çelebī. Ein Beitrag zur Kenntnis der osmanischen Stadt. Schwarz, Freiburg 1975 (Dissertation, Universität München 1972) (Digitalisat).
- Die Ortsnamen der europäischen Türkei nach amtlichen Verzeichnissen und Kartenwerken. Schwarz, Freiburg 1975 (Digitalisat).
- Germano-Turcica. Zur Geschichte des Türkisch-Lernens in den deutschsprachigen Ländern, Bamberg 1987. ISBN 3-923507-06-2.
- Kleines Türkei-Lexikon. Beck, München 1992, ISBN 3-406-33184-X.
- Istanbul und das Osmanische Reich. Städte, Bauten, Inschriften, Derwische und ihre Konvente (= Analecta Isisiana. Bd. 14). Isis, Istanbul 1995, ISBN 975-428-070-3.
- Lebensbilder aus der Türkei. Vontobel-Stiftung, Zürich 1996.
- Türkische Studien in Europa (= Analecta Isisiana. Bd. 31). Isis, Istanbul 1998, ISBN 975-428-115-7.
- Istanbul. Ein historisch-literarischer Stadtführer. Beck, München 2001; 2., durchgesehene Auflage: Beck, München 2009, ISBN 978-3-406-59063-4.
- Der Osmanische Staat 1300–1922 (= Oldenbourg Grundriss der Geschichte. Bd. 30). 2. erweiterte Auflage. Oldenbourg, München 2008.
- mit Christoph K. Neumann: Kleine Geschichte der Türkei. Reclam, Stuttgart 2003, ISBN 3-15-010540-4.
- (Hrsg.) Johann Traugott Plant: Türkisches Staats-Lexicon oder vollständige und wahre Erklärungen aller türkischen Staats- und Hofbedienungen… Reprint. Wagener, Melle 2006, ISBN 3-937283-08-0.
- Atatürk. Eine Biographie. Beck, München 2008, ISBN 978-3-406-57671-3; 3. Auflage 2024.
- Geschichte Istanbuls. Von der Antike bis zur Gegenwart. Beck, München 2010, ISBN 978-3-406-58781-8.
- mit Patrick Bartsch (Hrsg.): Türkische Kindheiten. Literaturca, Frankfurt am Main 2012, ISBN 978-3-935535-27-4.
- Geschichte der Türkei. Von Atatürk bis zur Gegenwart. Beck, München 2012, ISBN 978-3-406-64065-0.
- Auswärtige Kulturpolitik der Türkei. Vom späten Osmanenstaat bis in die Gegenwart. EB-Verlag, Berlin 2021, ISBN 978-3-86893-374-1.